# Brandizzo (stacja kolejowa)
Brandizzo (wł. Stazione di Brandizzo) – stacja kolejowa w Brandizzo, w prowincji Turyn, w regionie Piemont, we Włoszech. Znajduje się na linii Turyn – Mediolan.
Według klasyfikacji RFI ma kategorię srebrną.

## Historia
Stacja została otwarta w 1856 w ramach budowy pierwszego odcinka linii Turyn-Novara.

## Linie kolejowe
- Linia Turyn – Mediolan

## Ruch
W Brandizzo zatrzymują się głównie pociągi linii w Pinerolo-Chivasso Kolei aglomeracyjnej w Turynie. Ponadto pociągi regionalne i międzyregionalne kursują na stację Lingotto.